# 머턴구
머턴구(London Borough of Merton, i/ˈmɜːrtən/)는 영국 잉글랜드 런던 남서쪽에 위치한 런던구이다.
머턴 구는 1963년 런던 정부법에 의거해 1965년 서리주에 속해 있던 미첨 자치시, 윔블던 자치시, 머턴 모던 준자치시가 서로 병합되어 신설되었다. 상업 중심지는 미첨, 모던, 윔블던이며 그 중에서 윔블던이 가장 크다. 그 외에도 레인스파크, 콜리어스우드, 사우스윔블던, 윔블던파크, 폴러즈힐 등이 있다. 머턴 구는 테니스의 그랜드 슬램 대회 중 하나인 윔블던 선수권 대회가 열리는 곳이기도 하다.
머턴이라는 이름은 옛날 교구인 머턴 교구에서 따온 것으로 그 중심지는 지금의 사우스윔블던에 있었다. 1965년 통합 당시 새로운 런던구 이름을 두고 윔블던과 미첨이 대립하다가 수용안으로 채택하여 지금의 이름이 되었다. 지방 정부는 머턴 런던 구의회이다.

## 지구
- 콜리어스우드
- 로어모던
- 머턴파크
- 미첨
- 미첨커먼
- 모던
- 모던파크
- 모트스퍼파크 (킹스턴어폰템스 왕립구에도 포함)
- 뉴몰든 (킹스턴어폰템스 왕립구에도 포함)
- 노어베리 (크로이든구와 램버스구에도 포함)
- 폴러즈힐 (크로이든구에도 포함)
- 레인스파크
- 세인트헬리어 (서턴구에도 포함)
- 사우스윔블던
- 서머스타운 (원즈워스 구에도 포함)
- 윔블던
- 윔블던파크

## 인구
| 연도  | 인구    | ±%     |
| ----- | ------- | ------ |
| 1801  | 4,831   | —      |
| 1811  | 5,656   | +17.1% |
| 1821  | 6,433   | +13.7% |
| 1831  | 6,652   | +3.4%  |
| 1841  | 7,364   | +10.7% |
| 1851  | 7,334   | −0.4%  |
| 1861  | 14,118  | +92.5% |
| 1871  | 20,901  | +48.0% |
| 1881  | 27,684  | +32.5% |
| 1891  | 41,318  | +49.2% |
| 1901  | 63,273  | +53.1% |
| 1911  | 96,895  | +53.1% |
| 1921  | 122,245 | +26.2% |
| 1931  | 154,267 | +26.2% |
| 1941  | 174,151 | +12.9% |
| 1951  | 196,599 | +12.9% |
| 1961  | 187,074 | −4.8%  |
| 1971  | 178,023 | −4.8%  |
| 1981  | 165,098 | −7.3%  |
| 1991  | 171,808 | +4.1%  |
| 2001  | 187,908 | +9.4%  |
| 2011  | 199,693 | +6.3%  |
| Note: |         |        |